# Ippi mészárlás
Az ippi mészárlás egy 1940. szeptember 13-14. éjjelén történt incidens volt, melynek során a második bécsi döntést követően Magyarországnak visszaítélt Ipp szilágysági faluban magyar királyi honvédek lemészárolták a falu 157 civil lakosát. Ez volt a legtöbb halálos áldozattal járó atrocitás, melyre 1940 szeptemberében sor került a frissen visszakerült területen.

## Előzmények
Az 1940. augusztus 23-án aláírt második bécsi döntés visszaítélte Magyarországnak Észak-Erdélyt és a Székelyföld nagy részét. A Magyar Királyi Honvédség szeptember elejétől kezdte meg az észak-erdélyi bevonulást, a román hadsereg és közigazgatás kivonásával párhuzamosan. A vegyes nemzetiségű térség lakossága változatosan viszonyult a megváltozott körülményekhez. Az erdélyi magyar lakosság rendszerint ünnepelve fogadta a honvédek bevonulását, a szászok ezzel szemben hűvösen, vagy közönyösen fogadták őket, míg a románság többnyire tüntetőleg házaiban maradt, időnként akár nyíltan is ellenségeskedve a magyar katonákkal.
A román lakosság elleni fegyverhasználat zömére a Szilágyságban került sor, mely hagyományosan a szélsőjobboldali Vasgárda fellegvárának számított. Szeptember 9-én - máig tisztázatlan körülmények között - egy magyar katonai egység lemészárolta Ördögkút falu 93 lakosát.
Szeptember 7-én a magyar csapatok bevonultak a magyar többségű, de jelentős román kisebbséggel rendelkező Ippre, ahol még aznap egy lőszert szállító szekér felrobbant, két honvéd halálát okozva. A katonák között elterjedt az a hír, miszerint a robbanást egy almás kosárba rejtett pokolgép okozta. Az esetet kivizsgáló katonai bizottság azonban alaptalannak nyilvánította ezt a feltevést, megállapítva, hogy a robbanást néhány, a román hadsereg elhagyott margittai laktanyájából „zsákmányolt” kézigránát okozta, melyet a szabályzat értelmében még a helyszínen meg kellett volna semmisíteni. A vizsgálatot lezárták, a két elhunyt honvédet pedig a helyi temetőben helyezték nyugalomra, a lőszerszállító szekér pokolgépes felrobbantásának története azonban ennek ellenére továbbra is fennmaradt.

## A mészárlás
Szeptember 13-án a szilágysomlyói járás katonai parancsnoka jelentette, hogy Alsókaznacs, Felsőkaznacs, Márkaszék, Porc, Lecsmér, Somály és Kémer falvak környékén felfegyverzett román csoportok garázdálkodnak, a jelentés szerint mintegy 80 - 100 fő volt a fegyveresek száma. Erre az információkra alapozva, a Zilahon állomásozó 32. gyalogezred állományából felállítottak egy karhatalmi csoportot Bedő Zsolt főhadnagy parancsnoksága alatt, mely feladatául kapta a kérdéses terület átfésülését.
A katonai alakulat útközben Szilágynagyfaluba érkezett, ahol arról értesült, hogy napokkal korábban Ippen egy pokolgépes robbantásban két honvéd életét vesztette, így még aznap bevonultak Ippre, ahol széles körű razziát tartottak. A házkutatások során a honvédek 18 nem helybéli román lakost találtak, közülük 16-ot a helyszínen lelőttek (a hivatalos jelentés szerint erre azért került sor, mert a letartóztatott személyek szökni próbáltak).
A honvéd század aznap éjszakára a helyi iskolában szállásolta el magát, de hajnali három táján kezdetét vette a tulajdonképpeni mészárlás. Ennek kiváltó oka máig tisztázatlan, Bedő Zsolt jelentése szerint hajnali három táján a magyar honvédeket az utcáról golyószóró tűz érte, amit a honvédek viszonoztak és üldözőbe vették az „ellenséget”, mely súlyos veszteségeket szenvedett.
Ezt a verziót azonban Illésfalvi Péter hadtörténész kutatásai és a szemtanúk beszámolói is megkérdőjelezik. Eszerint szeptember 14-én hajnalban Bedő Zsolt főhadnagy fegyveresen kényszerített néhány helyi, magyar nemzetiségű személyt (a rendfenntartási céllal létrehozott, helybéli falusiakból álló ún. nemzeti őrség egyes tagjait), hogy megmutassák a falu mely házaiban laknak románok, majd a honvédek házról házra járva több helybéli románt lemészároltak, az előző napon kivégzettekkel együtt az áldozatok száma összesen 157 főt tett ki.
Másnap a karhatalmi század tovább folytatta útját, Somlyócsehiben további 1 főt, Kémeren 4 főt végezve ki.

## Számonkérés a háború után
A második világháború után Észak-Erdély visszatért a román uralom alá. Az új román hatóságok 1945 nyarán felállították a kolozsvári népbíróságot, melynek feladata lett volna az Észak-Erdély területén elkövetett - vélt vagy valós - háborús bűncselekmények felderítése és a felelősök elítélése.
A népbíróság első perét 1946. március 9. - 12. között tárgyalta, észak-erdélyi románellenes tömeggyilkosságok pere címszó alatt, ítélethirdetésre március 13-án került sor. Ebben a perben állították bíróság elé az ippi mészárlásban bűnrészességgel vádolt személyeket is. A bíróság 13 helyi személyt ítélt el 5-től 25 évig terjedő kényszermunkára, annak ellenére, hogy a vádlottak tanúkkal tudták bizonyítani, hogy csak kényszer hatására cselekedtek, amikor megmutatták a románok házait a magyar karhatalmistáknak. Rajtuk kívül a bíróság felmentett két vádlottat, illetve távollétében halálra ítélte Vasváry Zoltán főhadnagyot, a szilágynagyfalvi helyőrség parancsnokát, akit a bíróság - tévesen - a mészárlás lefolytatásával vádolt meg (a tényleges elkövető, Bedő Zsolt neve azonban a per során fel sem merült a tárgyalás folyamán).[forrás?]
Az elítélteket a nagyenyedi börtönbe szállították, ahol többségük meghalt a mostoha körülmények között, mikor 1948-ban perújrafelvételt rendeltek el ügyükben, már csak ketten éltek.[forrás?]

## A mészárlás emlékezete
1983-ban a faluban emlékművet emeltek az atrocitás áldozatainak emlékére. 1995-ben a Román Hadsereg megbízásából dokumentumfilm készült a mészárlásról.